# 鬼ヶ沢橋梁
鬼ヶ沢橋梁（おにがさわきょうりょう）は、群馬県富岡市と同県下仁田町の境界線を流れる利根川水系鏑川支流の大谷川に架かる鉄道橋（廃橋）である。社団法人土木学会の土木学会選奨土木遺産に認定、富岡市・下仁田町指定の重要文化財に指定されている。

## 概要
鬼ヶ沢橋梁は本来の名称を『旧上野鉄道鬼ヶ沢橋梁（きゅうこうずけてつどうおにがさわきょうりょう）』という。現在の上信電鉄の前身である上野鉄道が所有していた橋梁であり、1897年（明治30年）に完成した国産最初期の鋼橋である。幅1メートル、全長10メートル、構造形式は2主桁プレートガーダー橋で、2基の煉瓦積・切石積橋台からなる。設計者及び施工者は不明であるが、東京・築地の月嶋鉄工所と推測されている。現在、上信電鉄が鬼ヶ沢橋梁を所有している。

## 名称の由来
鬼ヶ沢橋梁の『鬼ヶ沢』は、橋梁の下を流れる大谷川の通称である鬼ヶ沢から由来するものであるとされている。

## 歴史
この鉄橋に敷かれたレールの幅は狭く、車両も小型の軽便鉄道として使用された。橋梁周辺で生産・産出された、繭・生糸・石炭・砥石・鉄鉱石などを運搬する車両が走行していたと考えられている。また、橋梁を所有していた上野鉄道は、1893年（明治26年）に富岡製糸場が三井家に払い下げられた2年後の創業であり、三井家は上野鉄道の重要な株主でもあったことから、富岡製糸場の歴史と大いに関係のある鉄道だと考えられている。